# Osservatorio della Montagna Purpurea
L'osservatorio della Montagna Purpurea (cinese: 紫金山天文台; pinyin: Zĭjīnshān Tiānwéntái), anche noto come osservatorio astronomico di Zijinshan, è un osservatorio astronomico posto sulla Montagna Purpurea a Nanchino, in Cina.

## Storia
L'osservatorio è stato fondato nel 1934. Per molti anni, dal 1950 al 1984, la direzione dell'osservatorio è stata assunta dall'astronomo Zhang Yuzhe (张钰哲).

## Scoperte
L'osservatorio ha scoperto o coscoperto le comete periodiche 60P/Tsuchinshan e 62P/Tsuchinshan, oltre che le non periodiche C/1977 V1 (Tsuchinshan), C/2021 S4 (Tsuchinshan) e C/2023 A3 Tsuchinshan-ATLAS.
Molti asteroidi sono stati scoperti all'osservatorio, inclusi gli asteroidi troiani 2223 Sarpedon, 2260 Neoptolemus, 2363 Cebriones e 2456 Palamedes. L'asteroide 3494 Purple Mountain, anche lui scoperto all'osservatorio, porta il nome inglese della montagna.
Il Minor Planet Center accredita l'osservatorio per le scoperte di 915 asteroidi, di cui 150 avvenute tra il 1955 e il 2007 come Purple Mountain Observatory e per le rimanenti, eseguite a partire dal 2006, come PMO NEO Survey Program.
| 1125 China             | 30 ottobre 1957   |
| 1802 Zhang Heng        | 9 ottobre 1964    |
| 1888 Zu Chong-Zhi      | 9 novembre 1964   |
| 1972 Yi Xing           | 9 novembre 1964   |
| 2012 Guo Shou-Jing     | 9 ottobre 1964    |
| 2027 Shen Guo          | 9 novembre 1964   |
| 2045 Peking            | 8 ottobre 1964    |
| 2077 Kiangsu           | 18 dicembre 1974  |
| 2078 Nanking           | 12 gennaio 1975   |
| 2085 Henan             | 20 dicembre 1965  |
| 2162 Anhui             | 30 gennaio 1966   |
| 2169 Taiwan            | 9 novembre 1964   |
| 2184 Fujian            | 9 ottobre 1964    |
| 2185 Guangdong         | 20 novembre 1965  |
| 2197 Shanghai          | 30 dicembre 1965  |
| 2209 Tianjin           | 28 ottobre 1978   |
| 2215 Sichuan           | 12 novembre 1964  |
| 2223 Sarpedon          | 4 ottobre 1977    |
| 2230 Yunnan            | 29 ottobre 1978   |
| 2255 Qinghai           | 3 novembre 1977   |
| 2260 Neoptolemus       | 26 novembre 1975  |
| 2263 Shaanxi           | 30 ottobre 1978   |
| 2336 Xinjiang          | 26 novembre 1975  |
| 2344 Xizang            | 27 settembre 1979 |
| 2355 Nei Monggol       | 30 ottobre 1978   |
| 2363 Cebriones         | 4 ottobre 1977    |
| 2380 Heilongjiang      | 18 settembre 1965 |
| 2387 Xi'an             | 17 marzo 1975     |
| 2398 Jilin             | 24 ottobre 1965   |
| 2425 Shenzhen          | 17 marzo 1975     |
| 2456 Palamedes         | 30 gennaio 1966   |
| 2503 Liaoning          | 16 ottobre 1965   |
| 2505 Hebei             | 31 ottobre 1975   |
| 2510 Shandong          | 10 ottobre 1979   |
| 2514 Taiyuan           | 8 ottobre 1964    |
| 2515 Gansu             | 9 ottobre 1964    |
| 2539 Ningxia           | 8 ottobre 1964    |
| 2547 Hubei             | 9 ottobre 1964    |
| 2592 Hunan             | 30 gennaio 1966   |
| 2617 Jiangxi           | 26 novembre 1975  |
| 2631 Zhejiang          | 7 ottobre 1980    |
| 2632 Guizhou           | 6 novembre 1980   |
| 2655 Guangxi           | 14 dicembre 1974  |
| 2693 Yan'an            | 3 novembre 1977   |
| 2719 Suzhou            | 22 settembre 1965 |
| 2729 Urumqi            | 18 ottobre 1979   |
| 2743 Chengdu           | 21 novembre 1965  |
| 2752 Wu Chien-Shiung   | 20 settembre 1965 |
| 2778 Tangshan          | 14 dicembre 1979  |
| 2789 Foshan            | 6 dicembre 1956   |
| 2790 Needham           | 19 ottobre 1965   |
| 2851 Harbin            | 30 ottobre 1978   |
| 2886 Tinkaping         | 20 dicembre 1965  |
| 2899 Runrun Shaw       | 8 ottobre 1964    |
| 2903 Zhuhai            | 23 ottobre 1981   |
| 2963 Chen Jiageng      | 9 novembre 1964   |
| 3011 Chongqing         | 26 novembre 1978  |
| 3014 Huangsushu        | 11 ottobre 1979   |
| 3024 Hainan            | 23 ottobre 1981   |
| 3028 Zhangguoxi        | 9 ottobre 1978    |
| 3048 Guangzhou         | 8 ottobre 1964    |
| 3051 Nantong           | 19 dicembre 1974  |
| 3088 Jinxiuzhonghua    | 24 ottobre 1981   |
| 3089 Oujianquan        | 3 dicembre 1981   |
| 3136 Anshan            | 18 novembre 1981  |
| 3139 Shantou           | 11 novembre 1980  |
| 3171 Wangshouguan      | 19 novembre 1979  |
| 3187 Dalian            | 10 ottobre 1977   |
| 3206 Wuhan             | 13 novembre 1980  |
| 3221 Changshi          | 2 dicembre 1981   |
| 3239 Meizhou           | 29 ottobre 1978   |
| 3241 Yeshuhua          | 28 novembre 1978  |
| 3297 Hong Kong         | 26 novembre 1978  |
| 3335 Quanzhou          | 1º gennaio 1966   |
| 3340 Yinhai            | 12 ottobre 1979   |
| 3388 Tsanghinchi       | 21 dicembre 1981  |
| 3405 Daiwensai         | 30 ottobre 1964   |
| 3421 Yangchenning      | 26 novembre 1975  |
| 3443 Leetsungdao       | 26 settembre 1979 |
| 3462 Zhouguangzhao     | 25 ottobre 1981   |
| 3463 Kaokuen           | 3 dicembre 1981   |
| 3476 Dongguan          | 28 ottobre 1978   |
| 3494 Purple Mountain   | 7 dicembre 1980   |
| 3502 Huangpu           | 9 ottobre 1964    |
| 3509 Sanshui           | 28 ottobre 1978   |
| 3513 Quqinyue          | 16 ottobre 1965   |
| 3542 Tanjiazhen        | 9 ottobre 1964    |
| 3543 Ningbo            | 11 novembre 1964  |
| 3556 Lixiaohua         | 30 ottobre 1964   |
| 3560 Chenqian          | 3 settembre 1980  |
| 3570 Wuyeesun          | 14 dicembre 1979  |
| 3609 Liloketai         | 13 novembre 1980  |
| 3611 Dabu              | 20 dicembre 1981  |
| 3613 Kunlun            | 10 novembre 1982  |
| 3643 Tienchanglin      | 29 ottobre 1978   |
| 3650 Kunming           | 30 ottobre 1978   |
| 3678 Mongmanwai        | 20 gennaio 1966   |
| 3704 Gaoshiqi          | 20 dicembre 1981  |
| 3729 Yangzhou          | 1º novembre 1983  |
| 3746 Heyuan            | 8 ottobre 1964    |
| 3763 Qianxuesen        | 14 ottobre 1980   |
| 3812 Lidaksum          | 11 gennaio 1965   |
| 3844 Lujiaxi           | 30 gennaio 1966   |
| 3901 Nanjingdaxue      | 7 aprile 1958     |
| 3960 Chaliubieju       | 20 gennaio 1955   |
| 4047 Chang'E           | 8 ottobre 1964    |
| 4073 Ruianzhongxue     | 23 ottobre 1981   |
| 4245 Nairc             | 29 ottobre 1981   |
| 4273 Dunhuang          | 29 ottobre 1978   |
| 4360 Xuyi              | 9 ottobre 1964    |
| 4431 Holeungholee      | 28 novembre 1978  |
| 4562 Poleungkuk        | 21 ottobre 1979   |
| 4566 Chaokuangpiu      | 27 novembre 1981  |
| 4651 Wongkwancheng     | 31 ottobre 1957   |
| 4730 Xingmingzhou      | 7 dicembre 1980   |
| 4913 Wangxuan          | 20 settembre 1965 |
| 4925 Zhoushan          | 3 dicembre 1981   |
| 4988 Chushuho          | 6 novembre 1980   |
| 5013 Suzhousanzhong    | 9 novembre 1964   |
| 5045 Hoyin             | 29 ottobre 1978   |
| 5198 Fongyunwah        | 16 gennaio 1975   |
| 5217 Chaozhou          | 13 febbraio 1966  |
| 5267 Zegmott           | 13 febbraio 1966  |
| 5273 Peilisheng        | 16 febbraio 1982  |
| 5389 Choikaiyau        | 29 ottobre 1981   |
| 5390 Huichiming        | 19 dicembre 1981  |
| 5537 Sanya             | 9 ottobre 1964    |
| 5538 Luichewoo         | 9 ottobre 1964    |
| 5539 Limporyen         | 16 ottobre 1965   |
| 5709 Tamyeunleung      | 12 ottobre 1977   |
| 5892 Milesdavis        | 23 dicembre 1981  |
| 7811 Zhaojiuzhang      | 23 febbraio 1982  |
| 8126 Chanwainam        | 20 gennaio 1966   |
| 8256 Shenzhou          | 25 ottobre 1981   |
| 8992 Magnanimity       | 14 ottobre 1980   |
| 9512 Feijunlong        | 13 febbraio 1966  |
| 9517 Niehaisheng       | 3 novembre 1977   |
| 10017 Jaotsungi        | 30 ottobre 1978   |
| 23408 Beijingaoyun     | 12 ottobre 1977   |
| 171448 Guchaohao       | 11 settembre 2007 |
| 175633 Yaoan           | 9 ottobre 2007    |
| 185535 Gangda          | 28 novembre 2007  |
| 185538 Fangcheng       | 14 dicembre 2007  |
| 185640 Sunyisui        | 1º marzo 2008     |
| 187707 Nandaxianlin    | 2 marzo 2008      |
| 187709 Fengduan        | 3 marzo 2008      |
| 188973 Siufaiwing      | 3 marzo 2008      |
| 192178 Lijieshou       | 10 marzo 2007     |
| 199947 Qaidam          | 16 aprile 2007    |
| 199953 Mingnaiben      | 18 aprile 2007    |
| 200002 Hehe            | 6 maggio 2007     |
| 200003 Aokeda          | 19 maggio 2007    |
| 202784 Gangkeda        | 29 febbraio 2008  |
| 204836 Xiexiaosi       | 16 agosto 2007    |
| 204839 Suzhouyuanlin   | 16 agosto 2007    |
| 207681 Caiqiao         | 16 agosto 2007    |
| 207715 Muqinshuijiao   | 11 settembre 2007 |
| 207716 Wangxichan      | 11 settembre 2007 |
| 207723 Jiansanjiang    | 11 settembre 2007 |
| 207809 Wuzuze          | 9 ottobre 2007    |
| 210210 Songjian        | 16 agosto 2007    |
| 210230 Linyuanpei      | 11 settembre 2007 |
| 210231 Wangdemin       | 11 settembre 2007 |
| 210232 Zhangjinqiu     | 11 settembre 2007 |
| 210292 Mayongsheng     | 6 ottobre 2007    |
| 212795 Fangjiancheng   | 9 ottobre 2007    |
| 212796 Guoyonghuai     | 9 ottobre 2007    |
| 212797 Lipei           | 9 ottobre 2007    |
| 214883 Yuanxikun       | 11 settembre 2007 |
| 215021 Fanjingshan     | 26 gennaio 2009   |
| 215023 Huangjiqing     | 27 gennaio 2009   |
| 216319 Sanxia          | 10 ottobre 2007   |
| 216331 Panjunhua       | 5 novembre 2007   |
| 216446 Nanshida        | 25 marzo 2009     |
| 218914 Tangauchin      | 19 maggio 2007    |
| 227997 NIGLAS          | 16 maggio 2007    |
| 228158 Mamankei        | 19 settembre 2009 |
| 229864 Sichouzhilu     | 14 ottobre 2009   |
| 231446 Dayao           | 10 aprile 2007    |
| 236788 Nanxinda        | 9 agosto 2007     |
| 236845 Houxianglin     | 11 settembre 2007 |
| 281880 Wuweiren        | 16 agosto 2007    |
| 283279 Qianweichang    | 16 maggio 2007    |
| 297161 Subuchin        | 29 febbraio 2008  |
| 309295 Hourenzhi       | 16 agosto 2007    |
| 316450 Changhsiangtung | 29 febbraio 2008  |
| 317452 Wurukang        | 7 agosto 2010     |
| 325136 Zhongnanshan    | 2 marzo 2008      |
| 325812 Zouchenglu      | 3 gennaio 2008    |
| 330640 Yangxuejun      | 3 marzo 2008      |
| 335968 Xiejin          | 21 settembre 2007 |
| 336877 Qifaren         | 16 maggio 2007    |
| 345871 Xuguangxian     | 13 agosto 2007    |
| 346150 Nanyi           | 5 novembre 2007   |
| 347336 Changmeemann    | 18 agosto 2007    |
| 355704 Wangyinglai     | 3 marzo 2008      |
| 356786 Shuike          | 9 novembre 2007   |
| 361712 Liuhui          | 5 novembre 2007   |
| 364875 Hualookeng      | 29 febbraio 2008  |
| 381323 Fanjinshi       | 9 ottobre 2007    |
| 391996 Zhunenghong     | 31 dicembre 2008  |
| 392655 Fengmin         | 25 marzo 2009     |
| 406308 Nanwai          | 18 aprile 2007    |
| 420612 Nuptel          | 6 febbraio 2008   |
| 441374 Wangjingxiu     | 4 marzo 2008      |
| 448988 Changzhong      | 23 marzo 2009     |
| 456677 Yepeijian       | 11 settembre 2007 |
| 498394 Zhangbosheng    | 9 novembre 2007   |
| 505906 Raozihe         | 30 marzo 2011     |
| 511238 Cuixiangqun     | 27 novembre 2013  |
| 513557 NIGPAS          | 10 agosto 2010    |
| 519419 Guyewang        | 25 ottobre 2011   |
| 526997 Hohai           | 11 settembre 2007 |
| 527205 Zhongdatianwen  | 6 ottobre 2007    |
| 529729 Xida            | 2 marzo 2008      |
| 529828 Jinhuayizhong   | 8 agosto 2010     |
| 530721 Isscas          | 11 settembre 2007 |
| 530739 Nanligong       | 3 ottobre 2011    |
| 530768 Nanpu           | 3 ottobre 2011    |
| 534390 Huningsheng     | 19 agosto 2010    |
| 578168 Miaochangwen    | 1 dicembre 2013   |
| 592710 Lenghu          | 29 marzo 2011     |
| 638624 Xueqikun        | 1 settembre 2007  |
| 698847 Zhangguimin     | 14 ottobre 2009   |